# Hespérie des phlomides
Spialia phlomidis
Espèce
L’hespérie des phlomides (Spialia phlomidis) est un lépidoptère de la famille des Hesperiidae, de la sous-famille des Pyrginae, du genre Spialia.

## Taxonomie
Spialia phlomidis a été décrit par Gottlieb August Wilhelm Herrich-Schäffer en 1845.

### Noms vernaculaires
L'Hespérie des phlomides se nomme Persian Skipper en anglais et Acem Zıpzıpı en turc,,.

### Sous-espèces
- Spialia phlomidis phlomidis
- Spialia phlomidis hermona Evans, 1956[1].

## Description
L'Hespérie des phlomides est un petit papillon au dessus de couleur marron, avec aux ailes antérieures et postérieures une frange marginale blanche entrecoupée, une ornementation de taches blanches en lignes parallèles à la marge et aux antérieures une suffusion chamoisée le long du bord costal. 
Le revers est jaunâtre avec des taches blanches et une bande blanche discale complète.

## Biologie

### Période de vol et hivernation
L'Hespérie des phlomides vole en une génération en juin juillet. 

### Plantes hôtes
Les plantes hôtes de sa chenille sont des Convolvulus, Convolvulus libanotica au Liban,.

## Écologie et distribution
L'Hespérie  des phlomides est présente en Albanie, en Macédoine, dans le sud de la Serbie et de la Croatie, en Bulgarie, en Grèce, en Turquie, au Liban, en Syrie, en Iran et dans le sud de la Russie,.

### Biotope
L'Hespérie des phlomides réside dans les lieux chauds et secs, souvent rocheux.

### Protection
Pas de statut de protection particulier.